# Museum voor Archeologie en Folklore

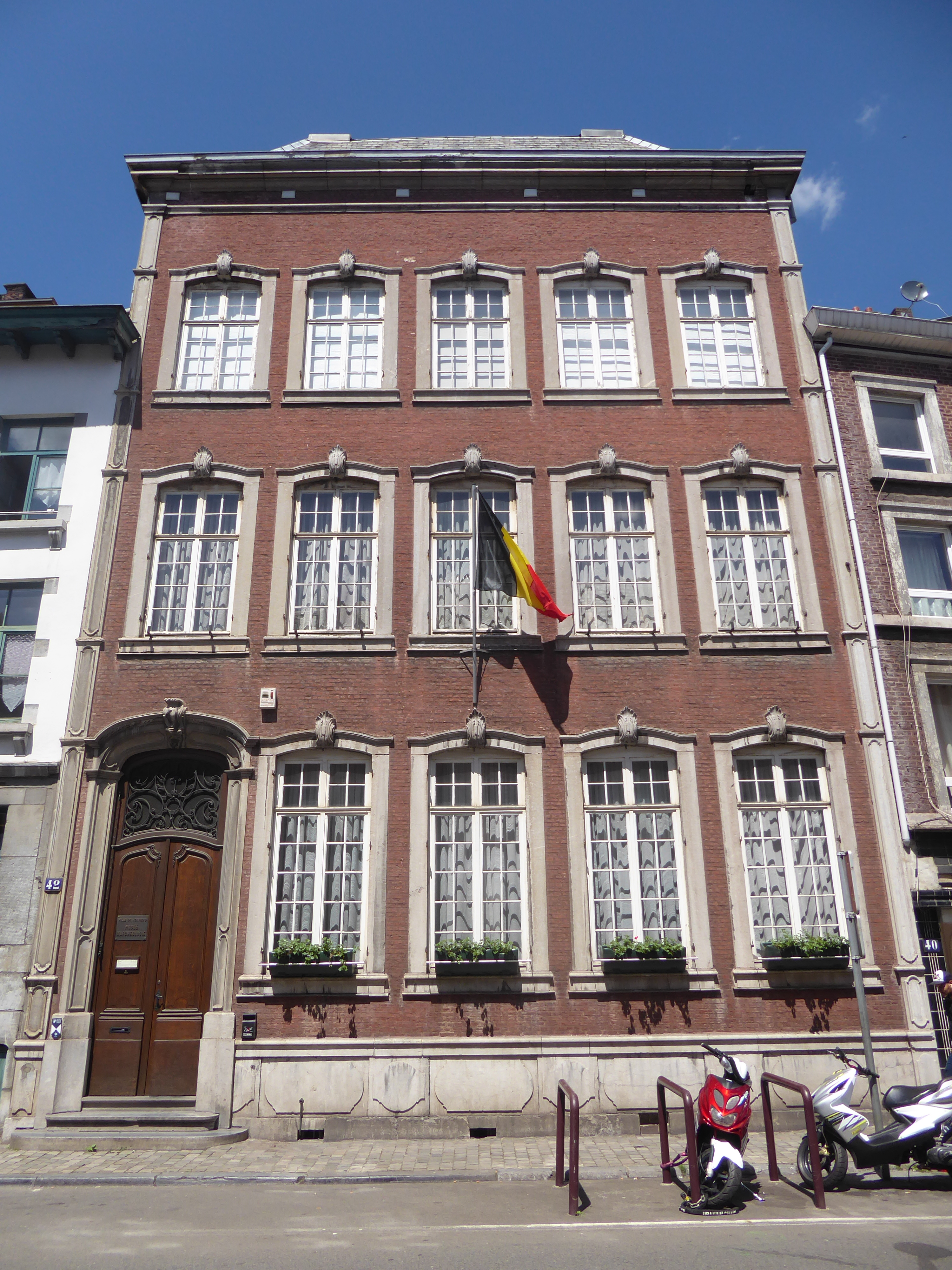
Het huis Cornet herbergt het museum

Het Museum voor Archeologie en Folklore (Musée d'Archéologie et de Folklore) was een museum in de Belgische stad Verviers, gelegen aan Rue des Raines 42. Het museum sloot na hevige overstromingen in juli 2021.
Het museum was gevestigd in een achttiende-eeuws herenhuis en had een aantal gemeubileerde stijlkamers. Vooral de ebbenhouten kabinetten met ingelegd ivoor en andere kostbare materialen waren bijzonder. Er waren drie historische piano's; twee ervan in de empirestijl van begin negentiende eeuw, de derde van 1892 is afkomstig van de componist Guillaume Lekeu.
In het museum waren verder voorwerpen te zien uit de prehistorie en de Romeinse periode, die in de omgeving van Verviers werden gevonden.
Bij de overstromingen van 2021 stond het water op het gelijkvloers een meter hoog. De schade aan het museumgebouw was zo groot dat het werd opgegeven als locatie. Volgens plan zou de collectie vanaf 2029 te zien zijn in het Hôtel de Biolley, waar ook het Museum voor Schone Kunsten en Keramiek naartoe verhuist. De gebouwen van dit laatste museum in de Rue Renier zouden dan onderdak bieden aan de reserves van de twee instellingen.